# Немачка подморница У-138
Подморница У-138 је била Немачка подморница типа II-Д и коришћена је у Другом светском рату. Подморница је изграђена 27. јуна 1940. године, и служила је у 1. подморничкој флотили (27. јун 1940 — 31. август 1940) - обука, 1. подморничкој флотили (1. септембар 1940 — 31. децембар 1940) - борбени брод, 22. подморничкој флотили 1. јануар 1941 — 30. април 1941. - школски брод, и у 3. подморничкој флотили (1. мај 1941 — 16. јун 1941) - борбени брод.

## Служба
Подморница У-138, под командом Волфганга Лита, 10. септембра 1940. године, напушта базу Кил и одлази на своје прво борбено патролирање.
У 21:20 сати, 20. септембра 1940. године, У-138 напада конвој OB-216, који се налазио на око 52 наутичке миље северозападно од острва Ретлин и шаље извештај да је потопила три брода, са укупном тежином од 20.000 тона. Њихова имена су New Sevilla, Boka и City of Simla.
Панамски трговачки брод , након торпедовања тоне заједно са својим теретом угља и 8 чланова посаде. Преосталих 26 чланова посаде је било спашено.
Британски путнички брод  (заповедник Херберт Персивал), по торпедовању плови још неко време, али касније тоне. Један члан посаде и два путника су изгубљена. Већину преосталог људства, 165 чланова посаде и 153 путника, спасио је британски трговачки брод , и пребацује их до разарача HMS Vanquisher (D 54), који их два дана касније искрцава у Лондондери. Белгијски рибарски брод Van Dyke спашава преосталих 17 чланова посаде и 12 путника, и искрцава их у Ливерпул.
Британски брод фабрика New Sevillaза прераду китовог уља New Sevilla (заповедни Ричард Блек Хисхолм) трећи торпедовани брод из конвоја OB-216, је узет у вучу, али тоне следећег дана. Два члана подасе су изгубљена. Заповедника и 22 члана посаде спашава британска корвата HMS Arabis (K 73), и искрцава их у Ливерпул. Преосталих 44 чланова посаде, сакупља ирски рибарски брод , и пребацује их до шведског трговачког брода Industria, који их касније искрцава у Белфаст.
Следећег дана – 21. септембра у 02:27 сати, британски трговачки брод  (заповедник Тонас О. Фин) из конвоја OB-216 је био торпедован и оштећен од подморнице У-138, на око 52 наутичке миље северозападно од острва Ретлин, и узет је у вучу од британског рекоркера HMS Superman, али тоне 23. септембра. Заповедник и 20 чланова посаде је погинула, а 18 преживелих чланова посаде спашава шведски трговачки брод Industria и искрцава их у Белфаст.
Пошто је потрошила већину својих торпеда, подморница У-138 одлази ка бази Лорјан – Француска, где стиже 26. септембра 1940. године. Неколико сати пре него што је упловила у базу Лорјан, У-138 је уочена и нападнута од британске подморнице HMS Tribune, која је испалила плотун од четири торпеда ка подморницу У-138, али сва промашују и она безбедно стиже у Лорјан. Из базе Лорјан, подморница У-138 креће у своје друго борбено патролирање 8. октобра 1940. године.
У 05:10 сати, 15. октобра 1940. године, подморница У-138 испаљује торпеда ка конвоју OB-228, на око 38 наутичких миља северозападно од Бат оф Луиса и погађа трговачки брод Bonheur а пет минута касније, погађа и танкер British Glory, који је оштећен, али стиже безбедно до луке.
Британски трговачки брод  (заповедник Леон Ото Иверт) је након торпедовања потонуо. Заповедника и 38 чланова посаде је спасио британски наоружани трговачки брод HMS Sphene (FY 249), и искрцао их у Белфаст.
Дана, 19. октобра 1940. године, подморница У-138 се враћа у базу Лорјан, и ту остаје до 5. новембра, када креће у своју нову патролу. Иаоко ће ова патрола трајати 27 дана, подморница У-138 није забележила никакве нове успехе и стиже у базу Кил 1. децембра 1940. године. До следећег свог борбеног испловљавања - 20. априла 1941. године, подморница У-138 се користила у школске сврхе. Свега пет дана од испловљавања У-138 упловљава у базу Берген – Норвешка, из које креће 12. маја 1941. године на своје четврто борбено патролирање.
У 21:24 сати, 20. маја 1941. године, британски трговачки брод  (заповедник Џорџ Џилендерс) је торпедован и потопљен од подморнице У-138, на 155 наутичких миља северозападно од Ват оф Луиса. Један члан посаде је погинуо а заповедника, 45 члана посаде, 8 стражара и 4 путника, спашавају британски разарачи HMS Faulknor (H 62) и HMS Lincoln (G 42) и спасилачки реморкер HMS Assurance (W 59). Сви преживели су пребачени на британски трговачки брод  (заповедник Артур Џејмс Кнел), који их искрцава 28. маја у Гурок.
Подморница У-138 упловљава 27. маја у базу Лорјан, и ту остаје до 12. јуна 1941. године када креће на своје ново, а уједно и последње борбено патролирање. Дана. 18. јуна 1941. године, западно од Кадиза, подморницу У-138, потапају дубинским бомбама британски разарачи HMS Faulknor, HMS Fearless, HMS Forester, HMS Foresight и HMS Foxhound. Сви чланови немачке подморнице су преживели њено потапање.

## Команданти
- Волфганг Лит - (27. јун 1940 — 20. октобар 1940)
- Петер Лохмејер - (21. октобар 1940 — 31. децембар 1940)
- Франц Грамицки - (1. јануар 1941 — 18. јун 1941)

## Бродови
| Име брода | Држава               | Тежина      | Година изградње | Датум напада        | Напомена |
|           | Панама               | 5.560 тона  | 1920.           | 20. септембар 1940. | Потопљен |
|           | Уједињено Краљевство | 10.138 тона | 1921.           | 20. септембар 1940. | Потопљен |
|           | Уједињено Краљевство | 13.801 тона | 1900.           | 20. септембар 1940. | Потопљен |
|           | Уједињено Краљевство | 5.145 тона  | 1921.           | 21. септембар 1940. | Потопљен |
|           | Уједињено Краљевство | 5.327 тона  | 1920.           | 15. октобар 1940.   | Потопљен |
|           | Уједињено Краљевство | 6.993 тона  | 1928.           | 15. октобар 1940.   | Оштећен  |
|           | Уједињено Краљевство | 8.593 тона  | 1926.           | 20. мај 1941.       | Потопљен |
| --------- | -------------------- | ----------- | --------------- | ------------------- | -------- |